# 한글 검색엔진
한글 검색엔진은 인터넷 상의 사용자의 요청에 맞게 한글 정보를 찾아주는 소프트웨어나 서비스를 뜻한다. 국내 최초의 한글 검색엔진은 1995년, 당시 충남대 대학원생이었던 김영렬에 의해 개발된 코시크이다. 1996년 까치네, 심마니, 1998년 네이버 등이 서비스를 시작하였다.

## 참고 자료
- “서치엔진 달고 인터넷 고속항해 <인터넷 정보탐색기>”, 매일경제신문, 1996년 6월 20일.

## 같이 보기
- 까치네
- 심마니
- 네이버